# Dieter Rupp
Dieter Rupp (* 1967 in Heidelberg) ist ein deutscher Schauspieler.

## Leben
Dieter Rupp wuchs in Heidelberg auf, wo er bis heute lebt.
Von 1992 bis 1995 absolvierte Rupp eine private Schauspielausbildung. Seit 1990 hat Rupp als Schauspieler vor der Kamera in bislang mehr als 70 Film-und-Fernsehproduktionen mitgewirkt. Dabei war er oftmals in einer Nebenrolle besetzt. Rupp ist vereinzelt auch als Bühnendarsteller am Theater tätig, so beispielsweise am Theater und Orchester Heidelberg.
Rupp spricht neben seiner Muttersprache Deutsch auch fließend Englisch und Französisch.

## Filmografie (Auswahl)
- 1990: Café Europa
- 1991: Zwei Münchner in Hamburg (Fernsehserie, 1 Folge)
- 1996: Der Bulle von Tölz: Tod am Altar
- 1997: Der Fahnder (Fernsehserie, 1 Folge)
- 1997: Derrick (Fernsehserie, 1 Folge)
- 1999: Der große Bagarozy
- 2000: Verbotene Liebe (Fernsehserie)
- 2004: Der Untergang
- 2005: Sophie Scholl – Die letzten Tage
- 2005: Die Schwarzwaldklinik – Neue Zeiten
- 2006: Dresden
- 2008: Operation Walküre – Das Stauffenberg-Attentat
- 2010: Unter dir die Stadt
- 2010: Alarm für Cobra 11 – Die Autobahnpolizei (Fernsehserie, 1 Folge)
- 2013: Mr. Morgans letzte Liebe
- 2014: Saphirblau
- 2014: Die Spiegel-Affäre
- 2015: Grzimek
- 2015: Deutschland (Fernsehserie, 4 Folgen)
- 2015: 3 Türken und ein Baby
- 2016: Hotel Heidelberg (Fernsehserie, 1 Folge)
- 2016: Ku’damm 56 (TV-Mehrteiler)
- 2017: Babylon Berlin (Fernsehserie, 1 Folge)
- 2017: Am Ruder
- 2018: Tatort: Damian
- 2018: Big Manni
- 2021: Tatort: Murot und das Prinzip Hoffnung
- 2022: 4 Tage bis zur Ewigkeit
- 2024: Die Zweiflers (Miniserie)

## Hörspiele (Auswahl)
- 1995: Sebastian Goy, Karl-Heinz Hummel: König Knödel und seine Freunde (2. Teil: Auf der Suche nach dem Sänger in Blau) Ein Musical in zwei Teilen (Feuermelder) – Regie: Hellmuth Matiasek (Original-Hörspiel, Kinderhörspiel – BR/NDR)

Quelle: ARD-Hörspieldatenbank